# Grand Prix-wegrace van Frankrijk 1980
De Grand Prix-wegrace van Frankrijk 1980 was de derde race van het wereldkampioenschap wegrace-seizoen 1980. De races werden verreden op 25 mei 1980 op het Circuit Paul Ricard nabij Le Castellet, Frankrijk.

## Algemeen
In Frankrijk reed de 50cc-klasse niet. Voor de zijspanklasse was het de openingsrace van het seizoen.

## 500 cc
In de kwalificatie van de 500cc-klasse kreeg Marco Lucchinelli een nieuwe 180mm-brede slick van Michelin en daarmee was hij liefst twee seconden sneller dan Kenny Roberts. Boet van Dulmen kwalificeerde zich als zevende. Zijn Yamaha stuurde nog steeds slecht, maar was iets verbeterd nadat een paar Japanse specialisten zijn vering hadden afgesteld. Christian Sarron brak bij een val in de training zijn arm en zou de rest van het seizoen niet meer aan de start komen. Wil Hartog kwam niet aan de start omdat hij in de Grand Prix van Spanje een lendewervel gebroken had. Na de start bestond de kopgroep aanvankelijk uit Lucchinelli, Mamola, Rossi, Crosby, Sheene, Estrosi en Roberts. Die laatste vocht zich naar voren en vormde de kopgroep samen met Lucchinelli en Mamola. Uiteindelijk wist Roberts toch nog weg te lopen van Mamola, die tweede werd voor Lucchinelli.

### Uitslag 500 cc
| Pos | Coureur             | Merk       | Tijd      | Grid     | Punten |
| --- | ------------------- | ---------- | --------- | -------- | ------ |
| 1   | Kenny Roberts       | Yamaha     | 44'13"98  | 2        | 15     |
| 2   | Randy Mamola        | Suzuki     | 44'19"36  | 4        | 12     |
| 3   | Marco Lucchinelli   | Suzuki     | 44'19"77  | 1        | 10     |
| 4   | Graziano Rossi      | Suzuki     | 44'59"88  | 6        | 8      |
| 5   | Graeme Crosby       | Suzuki     | 45'07"85  | 20       | 6      |
| 6   | Takazumi Katayama   | Suzuki     | 45'09"17  | 21       | 5      |
| 7   | Michel Rougerie     | Suzuki     | 45'21"84  | 13       | 4      |
| 8   | Kork Ballington     | Kawasaki   | 45'24"23  | 11       | 3      |
| 9   | Johnny Cecotto      | Yamaha     | 45'26"93  | 3        | 2      |
| 10  | Patrick Pons        | Yamaha     | 45'27"48  | 8        | 1      |
| 11  | Raymond Roche       | Yamaha     | 45'28"41  | 19       |        |
| 12  | Sadao Asami         | Yamaha     | 45'31"26  | 12       |        |
| 13  | Carlo Perugini      | Suzuki     | 45'33"95  | 14       |        |
| 14  | Seppo Rossi         | Suzuki     | 45'34"56  | 23       |        |
| 15  | Bernard Fau         | Suzuki     | 45'40"94  | 15       |        |
| 16  | Philippe Coulon     | Suzuki     | 45'48"18  | 5        |        |
| 17  | Gianfranco Bonera   | Suzuki     | 45'54"47  | 28       |        |
| 18  | Willem Zoet         | Suzuki     | 45'58"02  | 29       |        |
| 19  | Boet van Dulmen     | Yamaha     | 46'24"35  | 7        |        |
| 20  | Markku Matakainen   | Yamaha     | 46'37"54  | 26       |        |
| 21  | Sergio Pellandini   | Suzuki     | +1 ronde  | 24       |        |
| 22  | Michel Frutschi     | Yamaha     | +1 ronde  | 25       |        |
| 23  | Maurizio Massimiani | Yamaha     | +1 ronde  | 31       |        |
| 24  | Franck Gross        | Suzuki     | +2 ronden | 30       |        |
| DNF | Franco Uncini       | Suzuki     |           | 9        |        |
| DNF | Barry Sheene        | Yamaha     | Val       | 10       |        |
| DNF | Hubert Rigal        | Yamaha     |           | 16       |        |
| DNF | Christian Estrosi   | Suzuki     |           | 17       |        |
| DNF | Jack Middelburg     | Yamaha     | Val       | 18       |        |
| DNF | Patrick Fernandez   | Yamaha     |           | 22       |        |
| DNQ | Giovanni Pelletier  | Morbidelli |           | 32       |        |
| DNQ | Peter Sjöström      | Suzuki     |           | 33       |        |
| DNQ | Jon Ekerold         | Yamaha     |           |          |        |
| DNQ | Werner Nenning      | Suzuki     |           |          |        |
| DNQ | Michael Schmid      | Suzuki     |           |          |        |
| DNQ | Richard Schlachter  | Yamaha     |           |          |        |
| DNQ | Dale Singleton      | Yamaha     |           |          |        |
| DNQ | Jeffrey Sayle       | Yamaha     |           |          |        |
| DNQ | Max Wiener          | Suzuki     |           |          |        |
| DNQ | Elmar Renner        | Suzuki     |           |          |        |
| DNQ | Jacques Agopian     | Suzuki     |           |          |        |
| DNQ | Alain Nies          | Suzuki     |           |          |        |
| DNQ | Börge Nielsen       | Suzuki     |           |          |        |
| DNQ | Gianni Rolando      | Suzuki     |           |          |        |
| DNS | Christian Sarron    | Yamaha     | Blessure  | Blessure |        |

### Top 10 WK-stand na deze race
| Pos | Coureur           | Merk   | Ptn |
| --- | ----------------- | ------ | --- |
| 1   | Kenny Roberts     | Yamaha | 45  |
| 2   | Marco Lucchinelli | Suzuki | 22  |
|     | Randy Mamola      | Suzuki | 22  |
| 4   | Graziano Rossi    | Suzuki | 18  |
|     | Takazumi Katayama | Suzuki | 18  |
| 6   | Franco Uncini     | Suzuki | 16  |
| 7   | Johnny Cecotto    | Yamaha | 15  |
| 8   | Barry Sheene      | Yamaha | 10  |
| 9   | Carlo Perugini    | Suzuki | 7   |
| 10  | Graeme Crosby     | Suzuki | 6   |

## 350 cc
In de Franse 350cc-race wisselden Johnny Cecotto, Jon Ekerold en Eric Saul elkaar regelmatig af aan de leiding van de wedstrijd. Tegen het einde leek Cecotto te gaan winnen, maar Ekerold perste er nog een snelste raceronde uit en versloeg Cecotto met slechts 0,018 seconde. Alan North brak bij een val een sleutelbeen.

### Uitslag 350 cc
| Pos | Coureur             | Merk             | Tijd     | Grid | Punten |
| --- | ------------------- | ---------------- | -------- | ---- | ------ |
| 1   | Jon Ekerold         | Bimota-Yamaha    | 43'39"72 | 3    | 15     |
| 2   | Johnny Cecotto      | Bimota-Yamaha    | 43'39"90 | 1    | 12     |
| 3   | Eric Saul           | Yamaha           | 43'49"84 | 6    | 10     |
| 4   | Toni Mang           | Krauser-Kawasaki | 44'02"40 | 7    | 8      |
| 5   | Jean-François Baldé | Kawasaki         | 44'02"82 | 10   | 6      |
| 6   | Walter Villa        | Yamaha           | 44'04"12 | 9    | 5      |
| 7   | Massimo Matteoni    | Bimota-Yamaha    | 44'14"95 | 16   | 4      |
| 8   | Jacques Cornu       | Yamaha           | 44'15"60 | 4    | 3      |
| 9   | Carlo Perugini      | RTM              | 44'29"64 | 5    | 2      |
| 10  | Roland Freymond     | Bimota-Yamaha    | 44'30"76 | 19   | 1      |
| 11  | Jeffrey Sayle       | Yamaha           | 44'46"37 | 15   |        |
| 12  | Alan Roethlisberger | Yamaha           | 44'46"77 | 17   |        |
| 13  | Didier de Radiguès  | Yamaha           | 44'52"13 | 12   |        |
| 14  | Christian Berthod   | Yamaha           | 44'55"71 | 26   |        |
| 15  | Sadao Asami         | Yamaha           | 45'06"41 | 20   |        |
| 16  | René Delaby         | Yamaha           | 45'09"76 | 22   |        |
| 17  | Edi Stöllinger      | Kawasaki         | 45'16"16 | 27   |        |
| 18  | Roland Kopf         | Yamaha           | 45'17"04 | 24   |        |
| 19  | Siegfried Minich    | Yamaha           | 45'42"44 | 28   |        |
| 20  | Philippe Roussel    | Yamaha           | 45'42"75 | 32   |        |
| 21  | Atilio Riondato     | Yamaha           | 46'59"29 | 25   |        |
| 22  | Barry Smith         | Yamaha           | +1 ronde | 31   |        |
| 23  | Yoshimasa Matsumoto | Yamaha           | +1 ronde | 30   |        |
| DNF | Patrick Fernandez   | Bimota-Yamaha    |          | 2    |        |
| DNF | Carlos Lavado       | Bimota-Yamaha    |          | 11   |        |
| DNF | Jean-Louis Albera   | Yamaha           |          | 13   |        |
| DNF | Thierry Espié       | Yamaha           | Val      | 14   |        |
| DNF | Jacques Bolle       | Cotton           |          | 18   |        |
| DNF | Alan North          | Yamaha           | Val      | 21   |        |

### Top 10 WK-stand na deze race
| Pos | Coureur             | Motorfiets       | Ptn |
| --- | ------------------- | ---------------- | --- |
| 1   | Johnny Cecotto      | Bimota-Yamaha    | 27  |
| 2   | Jon Ekerold         | Bimota-Yamaha    | 20  |
| 3   | Massimo Matteoni    | Bimota-Yamaha    | 16  |
| 4   | Walter Villa        | Adriatica-Yamaha | 15  |
| 5   | Eric Saul           | Yamaha           | 14  |
| 6   | Carlo Perugini      | RTM              | 10  |
| 7   | Toni Mang           | Krauser-Kawasaki | 8   |
| 8   | Roland Freymond     | Bimota-Yamaha    | 7   |
| 9   | Jean-François Baldé | Kawasaki         | 6   |
| 10  | Jeffrey Sayle       | Yamaha           | 3   |
|     | Jacques Cornu       | Yamaha           | 3   |

## 250 cc
In de 250cc-race van Frankrijk reden Toni Mang en Kork Ballington meteen weg van de rest van het veld, maar de beste prestatie leverde Thierry Espié, die vanaf de derde startplaats een heel slechte start had gehad maar zich door het hele veld naar voren werkte om uiteindelijk met de snelste ronde derde te worden. In de laatste ronde passeerde hij Roland Freymond, Jacques Cornu en Eric Saul. Ballington won de race, Mang werd tweede.

### Uitslag 250 cc
| Pos | Coureur                | Merk             | Tijd         | Grid         | Punten |
| --- | ---------------------- | ---------------- | ------------ | ------------ | ------ |
| 1   | Kork Ballington        | Kawasaki         | 42'49"72     | 2            | 15     |
| 2   | Toni Mang              | Krauser-Kawasaki | 42'51"52     | 1            | 12     |
| 3   | Thierry Espié          | Yamaha           | 42'57"64     | 3            | 10     |
| 4   | Roland Freymond        | Ad Maiora        | 42'58"40     | 5            | 8      |
| 5   | Eric Saul              | Yamaha           | 42'00"23     | 16           | 6      |
| 6   | Jacques Cornu          | Yamaha           | 43'10"07     | 4            | 5      |
| 7   | Carlos Lavado          | Yamaha           | 43'17"83     | 10           | 4      |
| 8   | Roger Sibille          | Yamaha           | 43'20"65     | 9            | 3      |
| 9   | Paolo Ferrett          | Yamaha           | 43'31"58     | 24           | 2      |
| 10  | André Gouin            | Yamaha           | 43'32"04     | 15           | 1      |
| 11  | Jean-Louis Guignabodet | Kawasaki         | 43'33"34     | 19           |        |
| 12  | Alain Béraud           | Yamaha           | 43'57"10     | 28           |        |
| 13  | Jacques Bolle          | Cotton           | 44'08"09     | 19           |        |
| 14  | Jean-Jacques Peyre     | Yamaha           | 44'18"35     | 17           |        |
| 15  | Pierro Tocco           | Yamaha           | 44'18"74     | 23           |        |
| 16  | Hans Müller            | Yamaha           | 44'28"54     | 32           |        |
| 17  | Bernard Gatti          | Yamaha           | 44'34"14     | 27           |        |
| 18  | Didier de Radiguès     | Yamaha           | 44'34"98     | 26           |        |
| 19  | Harald Bartol          | Yamaha           | 45'05"32     | 33           |        |
| 20  | Jean Lafond            | Yamaha           | +2 ronden    | 6            |        |
| DNF | Jean-François Baldé    | Kawasaki         | Ontsteking 7 | Ontsteking 7 |        |
| DNF | Jean-Louis Albera      | Yamaha           |              | 11           |        |
| DNF | Jean-Marc Toffolo      | Yamaha           |              | 13           |        |
| DNF | Olivier Bourdil        | Yamaha           |              | 14           |        |
| DNF | Giampaolo Marchetti    | MBA              |              | 18           |        |
| DNF | Guy Batesti            | Yamaha           |              | 20           |        |
| DNF | Richard Hubin          | Yamaha           |              | 21           |        |
| DNF | Thierry Laurens        | Yamaha           |              | 22           |        |
| DNF | Edi Stöllinger         | Kawasaki         |              | 30           |        |
| DNF | Loris Reggiani         | Yamaha           |              | 31           |        |

### Top 10 WK-stand na deze race
| Pos | Coureur             | Motorfiets       | Ptn |
| --- | ------------------- | ---------------- | --- |
| 1   | Toni Mang           | Krauser-Kawasaki | 39  |
| 2   | Kork Ballington     | Kawasaki         | 30  |
| 3   | Thierry Espié       | Bimota-Yamaha    | 28  |
| 4   | Jean-François Baldé | Kawasaki         | 20  |
| 5   | Roland Freymond     | Morbidelli       | 14  |
| 6   | Erick Saul          | Yamaha           | 12  |
| 7   | Pierluigi Conforti  | Yamaha           | 10  |
|     | Jacques Cornu       | Yamaha           | 10  |
| 9   | Paolo Ferretti      | Bimota-Yamaha    | 7   |
| 10  | Carlos Lavado       | Yamaha           | 6   |

## 125 cc
Guy Bertin reed in zijn thuisrace de beste kwalificatietijd. In de race ging hij aanvankelijk aan de leiding, vlak voor Ángel Nieto en Pier Paolo Bianchi. In de zevende rond brak het schakelpedaal van de Motobécane van Bertin. Nieto wist met moeite Bianchi van zich af te houden en won met minder dan twee seconden verschil. Nieto's teamgenoot Loris Reggiani werd derde. Ángel Nieto scoorde zijn zestigste WK-overwinning.

### Uitslag 125 cc
| Pos | Coureur                | Merk       | Tijd            | Grid            | Punten |
| --- | ---------------------- | ---------- | --------------- | --------------- | ------ |
| 1   | Ángel Nieto            | Minarelli  | 42'23"02        | 2               | 15     |
| 2   | Pier Paolo Bianchi     | MBA        | 42'24"75        | 3               | 12     |
| 3   | Loris Reggiani         | Minarelli  | 43'03"72        | 7               | 10     |
| 4   | Yves Dupont            | MBA        | 43'12"26        | 6               | 8      |
| 5   | Hans Müller            | MBA        | 43'16"64        | 12              | 6      |
| 6   | Barry Smith            | MBA        | 43'17"22        | 14              | 5      |
| 7   | Giampaolo Marchetti    | MBA        | 43'18"49        | 5               | 4      |
| 8   | Peter Looijestein      | MBA        | 43'19"92        | 15              | 3      |
| 9   | Eugenio Lazzarini      | Iprem      | 43'21"02        | 11              | 2      |
| 10  | Jean-Claude Selini     | MBA        | 43'38"59        | 20              | 1      |
| 11  | Jean-Louis Guignabodet | Morbidelli | 43'38"83        | 21              |        |
| 12  | Thierry Noblesse       | MBA        | 43'39"03        | 9               |        |
| 13  | Stefan Dörflinger      | Morbidelli | 43'54"41        | 13              |        |
| 14  | Michel Galbit          | Morbidelli | 43'59"06        | 16              |        |
| 15  | August Auinger         | MBA        | 44'07"75        | 8               |        |
| 16  | Patrick Hérouard       | MBA        | 44'14"85        | 19              |        |
| 17  | Paul Bordes            | MBA        | 44'18"72        | 22              |        |
| 18  | Matti Kinnunen         | MBA        | 44'20"05        | 24              |        |
| 19  | Per-Edvard Carlsson    | MBA        | 44'35"43        | 26              |        |
| 20  | Peter Baláz            | MBA        | 44'40"45        | 28              |        |
| 21  | Henk van Kessel        | Condor     | 44'43"19        | 30              |        |
| 22  | Libero Piccirillio     | MBA        | +1 ronde        | 27              |        |
| 23  | Bruno Kneubühler       | MBA        | +4 ronden       | 4               |        |
| DNF | Guy Bertin             | Motobécane | Schakelpedaal 1 | Schakelpedaal 1 |        |
| DNF | Harald Bartol          | Morbidelli |                 | 10              |        |
| DNF | Alfred Waibel          | Morbidelli |                 | 17              |        |
| DNF | Gerhard Waibel         | Morbidelli |                 | 18              |        |
| DNF | Iván Palazzese         | Morbidelli |                 | 23              |        |
| DNF | Martin van Soest       | MBA        |                 | 29              |        |

### Top 10 WK-stand na deze race
| Pos | Coureur             | Motorfiets | Ptn |
| --- | ------------------- | ---------- | --- |
| 1   | Pier Paolo Bianchi  | MBA        | 42  |
| 2   | Ángel Nieto         | Minarelli  | 21  |
| 3   | Bruno Kneubühler    | MBA        | 20  |
| 4   | Loris Reggiani      | Minarelli  | 18  |
| 5   | Iván Palazzese      | MBA        | 17  |
| 6   | Barry Smith         | MBA        | 13  |
| 7   | Hans Müller         | MBA        | 12  |
|     | Guy Bertin          | Motobécane | 12  |
| 9   | Yves Dupont         | MBA        | 8   |
| 10  | Rolf Blatter        | MBA        | 6   |
|     | Ricardo Tormo       | MBA        | 6   |
|     | Giampaolo Marchetti | MBA        | 6   |

## Zijspannen
Voor de zijspanklasse was Frankrijk de openingsrace van het seizoen. De twee klassen (B2A en B2B) waren afgeschaft en alle combinaties reden weer binnen één reglement. De naafbesturingen waren verboden en de machines moesten een balhoofd hebben, waarvoor de belangrijkste bouwers Seymaz en LCR beiden een andere oplossing hadden gevonden. Alain Michel koos voor de nieuwe motor van Helmut Fath, terwijl bijna alle andere coureurs Yamaha-motoren gebruikten. Michel en Rolf Biland wisselden elkaar in de race af aan de leiding, gevolgd door Jock Taylor en Werner Schwärzel. Op de vijfde plaats reed de Nederlandse combinatie Egbert Streuer/Johan van der Kaap. Zij hadden zich al bij die positie neergelegd, toen Michel's versnellingsbak in de laatste ronde de geest gaf. Michel werd nog wel achtste, maar Biland won voor Taylor, Schwärzel en Streuer.

### Uitslag zijspannen
| Pos | Coureur          | Bakkenist          | Merk               | Tijd     | Punten |
| --- | ---------------- | ------------------ | ------------------ | -------- | ------ |
| 1   | Rolf Biland      | Kurt Waltisperg    | Krauser-LCR-Yamaha | 40'46"88 | 15     |
| 2   | Jock Taylor      | Benga Johansson    | Windle-Yamaha      |          | 12     |
| 3   | Werner Schwärzel | Andreas Huber      | Krauser-LCR-Yamaha |          | 10     |
| 4   | Egbert Streuer   | Johan van der Kaap | LCR-Yamaha         |          | 8      |
| 5   | Rolf Steinhausen | Kenny Arthur       | Bartol-LCR         |          | 6      |
| 6   | Bruno Holzer     | Karl Meierhans     | LCR-Yamaha         |          | 5      |
| 7   | Göte Brodin      | Billy Gällros      | Krauser-LCR-Yamaha |          | 4      |
| 8   | Alain Michel     | Paul Gérard        | Seymaz-Fath        |          | 3      |
| 9   | Jesco Höckert    | Harald Mathews     | Busch-Yamaha       |          | 2      |
| 10  | Masato Kumano    | Neil Oxley         | Kumano-Yamaha      |          | 1      |

### Top 10 WK-stand na deze race
| Pos | Coureur          | Bakkenist          | Motorfiets         | Ptn |
| --- | ---------------- | ------------------ | ------------------ | --- |
| 1   | Rolf Biland      | Kurt Waltisperg    | Krauser-LCR-Yamaha | 15  |
| 2   | Jock Taylor      | Benga Johansson    | Windle-Yamaha      | 12  |
| 3   | Werner Schwärzel | Andreas Huber      | Krauser-Yamaha     | 10  |
| 4   | Egbert Streuer   | Johan van der Kaap | LCR-Yamaha         | 8   |
| 5   | Rolf Steinhausen | Kenny Arthur       | Bartol-LCR         | 6   |
| 6   | Bruno Holzer     | Karl Meierhans     | LCR-Yamaha         | 5   |
| 7   | Göte Brodin      | Billy Gällros      | Krauser-Yamaha     | 4   |
| 8   | Alain Michel     | Paul Gérard        | Seymaz-Fath        | 2   |
| 9   | Jesco Höckert    | Harald Mathews     | Busch-Yamaha       | 2   |
| 10  | Masato Kumano    | Neil Oxley         | Kumano-Yamaha      | 1   |

1922 · 1923 · 1924 · 1925 · 1926 · 1927 · 1928 · 1929 · 1930 · 1931 · 1932 · 1933 · 1934 · 1935 · 1936 · 1937 · 1938 · 1939 · 1947 · 1948 · 1949 · 1950 · 1951 · 1952 · 1953 · 1954 · 1955 · 1956 · 1957 · 1958 · 1959 · 1960 · 1961 · 1962 · 1963 · 1964 · 1965 · 1966 · 1967 · 1968 · 1969 · 1970 · 1971 · 1972 · 1973 · 1974 · 1975 · 1976 · 1977 · 1978 · 1979 · 1980 · 1981 · 1982 · 1983 · 1984 · 1985 · 1986 · 1987 · 1988 · 1989 · 1990